# Beinn an Dothaidh
Beinn an Dothaidh är ett berg i Storbritannien.   Det ligger i kommunen Argyll and Bute och riksdelen Skottland, i den nordvästra delen av landet, 600 km nordväst om huvudstaden London. Toppen på Beinn an Dothaidh är 1 004 meter över havet, eller 265 meter över den omgivande terrängen. Bredden vid basen är 1,8 km.
Terrängen runt Beinn an Dothaidh är huvudsakligen kuperad.Runt Beinn an Dothaidh är det mycket glesbefolkat, med 4 invånare per kvadratkilometer. Närmaste större samhälle är Crianlarich, 16,2 km söder om Beinn an Dothaidh. Trakten runt Beinn an Dothaidh består i huvudsak av gräsmarker.